# Rotondi R-2 Tobia
Il Rotondi R-2 Tobia fu un aliante progettato dall'ingegnere Gianfranco Rotondi e costruito come progetto didattico a partire dal 1958 dagli studenti dell'Istituto Tecnico Industriale G. Feltrinelli di Milano, dove Rotondi era docente di ingegneria aeronautica. Il primo volo del Tobia si tenne nel 1962.

## Storia del progetto
L'aliante venne specificamente concepito e progettato da Rotondi e poi realizzato nell'arco di 4 anni dalla sezione di costruzioni aeronautiche dell'ITIS G. Feltrinelli.
Il primo volo si tenne nel 1962 al campo di volo che sarebbe divenuto l'aeroporto di Malpensa.
Il Tobia completò il suo primo volo, ma durante un atterraggio duro riportò danni al raccordo fisso delle ali e terminò la sua carriera.
Da allora ha fatto alcune apparizioni sporadiche, è stato esposto in un'area all'aperto del Politecnico di Milano nel 1991, infine un magazzino in cui era conservato crollò danneggiandolo gravemente.

## Tecnica
La struttura del Tobia era in legno rivestito in tessuto, con due semiali trapezoidali allungate, tipiche degli alianti, smontabili posizionate in alto, costituite da un unico longherone e un gran numero di centine rivestite con fogli di compensato di pioppo e verniciate. All'estremità dell'ala si trovava un pattino, la metà esterna della semiala era occupata da un esteso alettone mentre quella interna ospitava l'aerofreno retrattile.
La fusoliera era a sezione ovale, quasi circolare, rivestita con uno strato di compensato e uno di tessuto. L'aliante disponeva di un carrello monoruota fisso, mentre era presente un pattino a camera d'aria nella parte anteriore.
L'abitacolo piuttosto allungato era coperto da una cappottina in plexigas.
Le superfici di coda erano perpendicolari alla fusoliera, con il piano orizzontale posto leggermente avanti rispetto a quello verticale, perché installato su una pinna poco al di sopra della fusoliera che si raccordava con la deriva. Il timone era esteso dalla cima della deriva alla superficie inferiore della fusoliera.
L'insieme di queste caratteristiche particolari comportava che le superfici di controllo non erano equilibrate aerodinamicamente.

### Sistemi e impianti
I sistemi di controllo erano meccanici, senza ausili idraulici.
Nell'abitacolo erano presenti i comandi per lo sgancio traino, la leva per gli aerofreni, la barra di comando per l'equilibratore e gli alettoni, i pedali per il timone e il comando del compensatore.
Gli strumenti di bordo erano semplici e analogici, il tubo di Pitot era collocato sulla deriva e collegato agli strumenti tramite tubi che correvano lungo tutta la fusoliera.

## Esemplari attualmente esistenti
Nel 2007 l'aliante è stato ritrovato ed è nata una collaborazione tra il museo del volo, Volandia, e l'ITIS G. Feltrinelli per tentare un restauro del Tobia.